# There’s No Need to Struggle
There’s No Need to Struggle – album studyjny amerykańskiego pianisty jazzowego Horace’a Silvera, wydany z numerem katalogowym SPR 103 w 1983 roku przez Silveto Records.

## Lista utworów
Opracowano na podstawie materiału źródłowego.
Strona A
| Nr | Tytuł utworu                      | Muzyka        | Długość |
| -- | --------------------------------- | ------------- | ------- |
| 1. | „I Don’t Know What I'm Gonna Do”  | Horace Silver | 4:15    |
| 2. | „Don’t Dwell On Your Problems”    | Silver        | 5:35    |
| 3. | „Everything’s Gonna Be All Right” | Silver        | 4:53    |
| 4. | „There’s No Need to Struggle”     | Silver        | 4:56    |
|    |                                   |               | 19:39   |

Strona B
| Nr | Tytuł utworu                | Muzyka | Długość |
| -- | --------------------------- | ------ | ------- |
| 1. | „Seeking the Plan”          | Silver | 4:57    |
| 2. | „Discovering the Plan”      | Silver | 4:06    |
| 3. | „Fulfilling the Plan”       | Silver | 4:43    |
| 4. | „Happiness and Contentment” | Silver | 5:15    |
|    |                             |        | 19:01   |

## Twórcy
Opracowano na podstawie materiału źródłowego.
Muzycy:
- Horace Silver – fortepian, śpiew
- Eddie Harris – saksofon tenorowy, śpiew
- Bobby Shew – trąbka
- Bob Maize – kontrabas
- Carl Burnett – perkusja
- Feather (Weaver Copeland, Mahmu Pearl) – śpiew

Produkcja:
- Horace Silver – produkcja muzyczna